# Никишин, Юрий Николаевич
Юрий Николаевич Никишин (род. 28 февраля 1950) — советский хоккеист, защитник.
Воспитанник московского «Спартака». В классе «А» провёл два сезона — 1968/69 в «Динамо» Москва и 1969/70 в «Динамо» Киев. Следующий сезон отыграл в киевском клубе в первой лиге, затем выступал во второй лиге за «Торпедо» Подольск (1971/72) и «Станкостроитель» Рязань (1972/73 — 1973/74).
Серебряный призёр чемпионата Европы среди юниоров 1968 года.